# Adolf Otto Reinhold Windaus
Adolf Otto Reinhold Windaus (Berlino, 25 dicembre 1876 – Gottinga, 9 giugno 1959) è stato un chimico tedesco.
Studiò medicina e chimica a Berlino e successivamente a Friburgo, assistendo anche alle lezioni di Hermann Emil Fischer che suscitarono in lui molto interesse. Fu professore a Innsbruck e poi a Gottinga, dove insegnò fino al suo ritiro avvenuto nel 1944. Fece importanti studi sull'istamina, la determinazione dell'acido colico e la natura degli steroli. Studiò la trasformazione del colesterolo in colecalciferolo (vitamina D3). Vinse il premio Nobel per la Chimica nel 1928 per le sue ricerche sugli steroidi e sulle loro relazioni con le vitamine.